# Romain Duguet
Romain Duguet (* 7. Oktober 1980 in Reims; seit 2012 von Trubschachen) ist ein französisch-schweizerischer Springreiter.

## Karriere

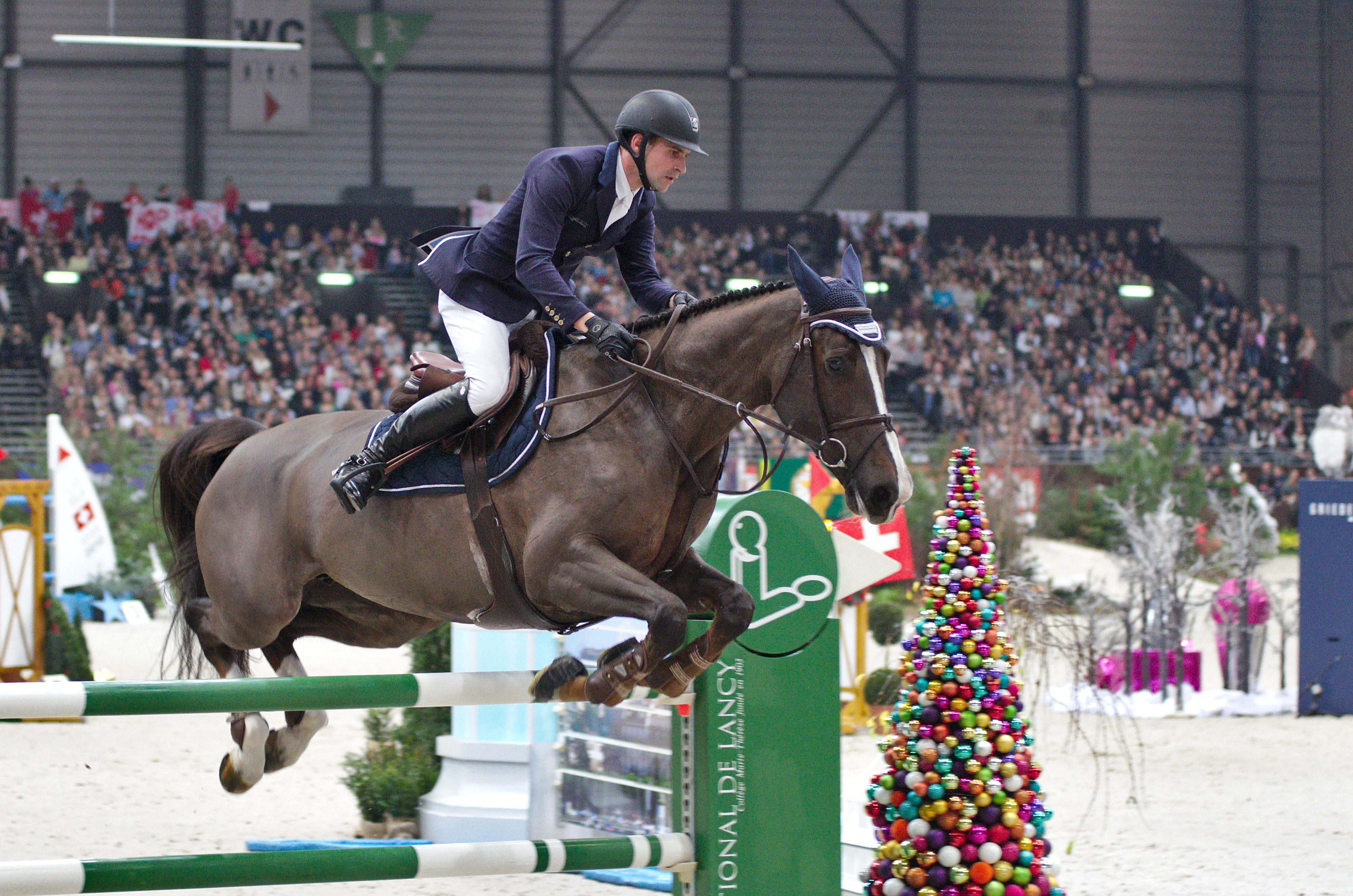
Romain Duguet und Quorida de Treho beim CHI Genf 2013

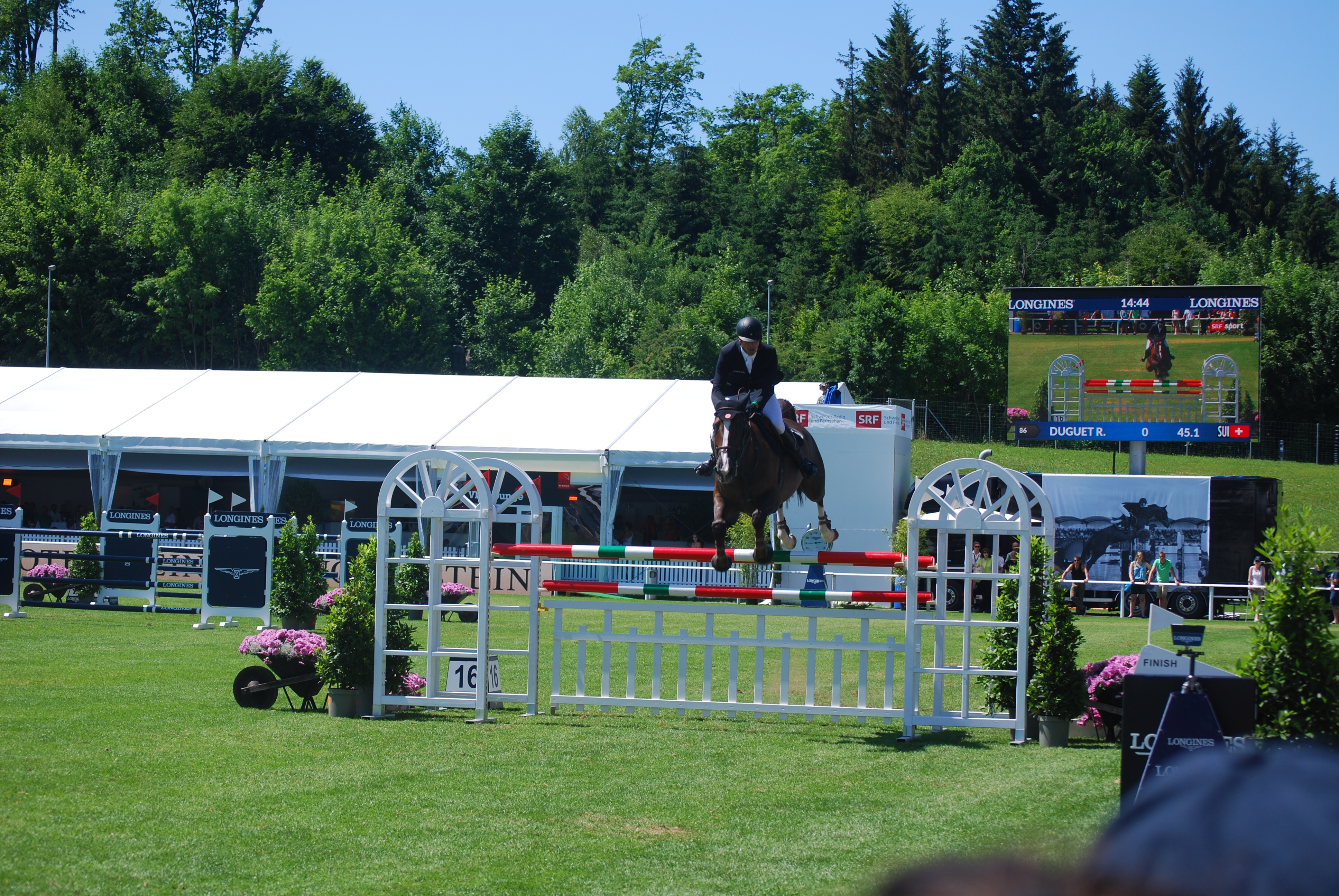
Romain Duguet auf Quorida de Treho über dem letzten Hindernis auf dem Weg zum Sieg am Longines Grand Prix der Schweiz

Duguet gewann bereits als 10-Jähriger die ersten Auszeichnungen als Springreiter. Den ersten größeren Erfolg feierte er 1998, als er sein erstes internationales Turnier in Saint-Dié-des-Vosges gewann. Danach ritt er als Profi im Stall von Jean-Michel Gaspard. 2003 zog Duguet in die Schweiz und arbeitete im Hof von Max Hauri, der 1970 an Olympischen Spielen teilgenommen hatte. In den folgenden Jahren nahm er an immer anspruchsvolleren Turnieren teil und belegte 2008 den 376. Platz der Weltrangliste.
2011 ritt Duguet erstmals im französischen Team bei einem Nationenpreis, am CSIO*** in Sopot erreichte die Equipe dank zweier fehlerfreier Umgänge von Duguet den 2. Platz.
2012 verzichtete er auf Teilnahmen am Nationenpreis für Frankreich, denn er erhielt im Herbst das Schweizer Bürgerrecht und startet seit 2013 für die Schweiz, erstmals am CSI Offenburg. Beim Schweizer Nationenpreisturnier in St. Gallen nahm er erstmals an einem 5-Sterne-Turnier teil und gewann auch gleich die Eröffnungsprüfung. 2015 konnte er die Hauptprüfung des CSIO Schweiz, den Grossen Preis der Schweiz mit seinem Pferd Quorida de Treho gewinnen. Im Oktober 2015 gelang ihm mit Quorida de Treho in Helsinki sein erster Sieg in einem Weltcupspringen. Zudem qualifizierte er sich in diesem Winter erstmals für das Weltcup-Finale in Göteborg, welches er mit Quorida de Treho auf den 16. Rang abschloss. Die Leser der Schweizer Fachzeitung Pferdewoche wählten Quorida de Treho zum Springpferd des Jahres 2015.
Im Juni und Juli 2016 war Duguet drei Mal Teil eine Schweizer Nationenpreisequipe. Mit Quorida de Treho wurde er für die Olympischen Sommerspiele 2016 selektioniert. Hier kam er mit der Mannschaft auf den sechsten Rang und im Einzel auf Rang 32.
In die Weltcupsaison 2016/2017 startete Romain Duguet mit einem Sieg in Helsinki und einem zweiten Platz in Lyon. Er qualifizierte sich für das Weltcupfinale 2017 in Omaha, wo er in allen vier Umläufen mit der 10-jährigen Stute Twentytwo des Biches ohne Fehler blieb und damit auf den zweiten Rang kam. Mit der Stute war er auch Teil der Schweizer Equipe, die bei den Europameisterschaften 2017 erneut die Bronzemedaille gewann. Im Einzel reichte es für den 25. Rang.

## Pferde
- Quorida de Treho (* 2004), Selle Français, Dunkelfuchsstute, Vater: Kannan, Muttervater: Tolbiac des Forets[4]
- Otello du Soleil (* 2002), Selle Français, brauner Hengst, Vater: Alligator Fontaine, Muttervater: Papillon Rouge[5]
- Twentytwo des Biches (* 2007), Selle Français, Fuchsstute, Vater: Mylord Carthago, Muttervater: Kalor du Bocage[6]

## Privates
Duguet ist verheiratet und hat zwei Kinder.